# FC Lustenau 07
FC Lustenau 07 is een Oostenrijkse voetbalclub uit Lustenau in Vorarlberg.

## Geschiedenis
In Lustenau werd er al vroeg gevoetbald. De Zwitser Emil Brüschweiler was hier verantwoordelijk voor rond de eeuwwisseling. Hij speelde voor de Zwitserse club FC Romanshorn en nadat hij voor zijn werk naar Lustenau moest verhuizen wekte hij daar de voetbalinteresse op. De wortels van FC Lustenau 07 liggen in de oude Turnverein Lustenau. Doordat er nog geen voetbalbond was in de provincie en geen concurrentie speelde de club TV Lustenau voornamelijk vriendschappelijke wedstrijden tegen Duitse en Zwitserse clubs. Het voetbal werd populairder dan het turnen en op 20 september 2007 scheidde de voetbalsectie zich van de club af en zo werd FC Lustenau opgericht. Hierna groeide het voetbal in Vorarlberg langzaam. In 1913 werd FC Dornbirn 1913 opgericht en een jaar later FA Turnerbund Lustenau, een voetbalafdeling van de concurrerende turnkring en het latere Austria Lustenau. Tijdens de Eerste Wereldoorlog lag het voetbal stil. Door de oprichting van FC Bregenz en FC Bludenz was er nood aan een voetbalbond en zo werd in 1920 het Vorarlberger Fußballverband opgericht.
Een van de bekendste voetballers van de club voor de Tweede Wereldoorlog was Ernst Künz, die samen me de nationale ploeg de zilveren medaille behaalde op de Olympische Spelen.
Na de Anschluss speelde de club in de Duitse competities en in 1938/39 maakte de club kans om te promoveren naar de Gauliga Württemberg, maar eindigde laatste in de eindronde.
Tijdens de Tweede Wereldoorlog werd het voetbal in de streek stilgelegd. Na de oorlog werd de club heropgericht als FC Rapid Lustenau maar veranderde in 1947 de naam in FC Lustenau 07.
Op nationaal vlak kon de club nooit veel betekenen. In 2000/01 promoveerde de club voor het eerst naar de tweede klasse. In het eerste seizoen werd de club voorlaatste en moest een barragewedstrijd spelen tegen Wiener Sportklub om het behoud te verzekeren, na een 0-0 gelijkspel volgde een 4-0-overwinning voor Lustenau. Het volgende seizoen verliep al beter met een zevende plaats. In 2004 degradeerde de club dan toch. In 2005/06 werd de club kampioen en speelt zo sinds 2006/07 opnieuw in de tweede klasse. In 2013 werd de club vijfde, maar moest wegens financiële problemen het faillissement aanvragen en trok zich terug uit het profvoetbal. De club begon opnieuw in de Vorarlberger Landesklasse (zevende niveau) en werd twee jaar op rij kampioen.

## Erelijst
Amateurkampioen
1929, 1937
Kampioen Vorarlberg
1918, 1921-27, 1929, 1931-36, 1939
Beker Vorarlberg
1925, 1927, 1934, 1935, 1938, 1946 (als SC Rapid Lustenau), 1994, 2000, 2001